# Styracaster caroli
Styracaster caroli är en sjöstjärneart som beskrevs av Ludwig 1907. Styracaster caroli ingår i släktet Styracaster och familjen Porcellanasteridae.
Artens utbredningsområde är Tanzania. Inga underarter finns listade i Catalogue of Life.